# Fruitridge Pocket
Fruitridge Pocket es un lugar designado por el censo ubicado en el condado de Sacramento en el estado estadounidense de California. En el año 2010 tenía una población de 5.800 habitantes.

## Geografía
Fruitridge Pocket se encuentra ubicado en las coordenadas 38°31′57″N 121°27′21″O / 38.53250, -121.45583.